# Uropsalis lyra
Uropsalis lyra là một loài chim trong họ Caprimulgidae.